# Coelotes modestus
Coelotes modestus là một loài nhện trong họ Amaurobiidae.
Loài này thuộc chi Coelotes. Coelotes modestus được Eugène Simon miêu tả năm 1880.